# Ernst Schmidt (Autor)
Ernst Schmidt (* 12. Oktober 1924 in Essen; † 16. Dezember 2009 ebenda) war ein deutscher Kommunalhistoriker.

## Leben
Ernst Schmidt war der Sohn eines Borbecker Hufschmieds, der aus Westpreußen nach Essen gekommen war, um in einem Bergwerk in seinem Beruf zu arbeiten. Ernst Schmidts Jugend war vom Nationalsozialismus in Deutschland geprägt. Schmidt war ein begeisterter Hitlerjunge. Nach dem Besuch der Volksschule machte er eine kaufmännische Lehre beim Essener Lokalanzeiger und bei der Essener Nationalzeitung. Danach wurde er zum Reichsarbeitsdienst verpflichtet. Als Wehrmachtssoldat wurde er an der Ostfront eingesetzt, geriet 1945 in sowjetische Gefangenschaft und wurde in ein Gefangenenlager in Stalingrad verbracht. In einem weiteren Lager bei Gorki besuchte er die Antifa-Schule und wurde vom Kommunismus überzeugt.
Nach der Entlassung aus der Kriegsgefangenschaft trat Schmidt der KPD bei. Dank der Antifa-Schule machte er in der Partei schnell Karriere und wurde 1951 KPD-Kreissekretär für Essen. 1956 wurde die KPD verboten. Weil er mit der Herausgabe der vierzehntäglich erscheinenden Zeitung „Der Ruhrbote“ die Ziele der verbotenen KPD unterstützte, wurde er 1963 zu 15 Monaten Gefängnis verurteilt. Seine Verteidiger waren Diether Posser und Gustav Heinemann. Nach einem halben Jahr wurde er entlassen. Für seine Begnadigung hatten sich viele Essener Persönlichkeiten ein, die alles andere als Kommunisten waren, darunter der Schuhfabrikant Heinz-Horst Deichmann, zwei evangelische Pfarrer, der Sprecher des Essener Katholikenausschusses und ein SPD-Ratsherr. Das beeindruckte ihn tief.
1968 trat Schmidt der neugegründeten DKP bei. Bei Parteiversammlungen verurteilte er die Unterdrückung des Prager Frühlings durch die Truppen des Warschauer Paktes. Daraufhin galt er als Renegat und wurde ausgegrenzt. In den 1980er Jahren begann er die eigene politische Geschichte aufzuarbeiten. Im Juni 1982 wurde Schmidt mit der von Hans-Josef Steinberg und Lutz Niethammer begutachteten kumulativen Dissertationsschrift Studien zur Lokal- und Regionalgeschichte im Ruhrgebiet unter besonderer Berücksichtigung der Arbeiterbewegung, einer Sammlung lokalhistorischer Beiträge aus den Jahren 1971 bis 1981, an der Universität Bremen zum Dr. phil. promoviert. 1982 trat er aus der DKP und aus dem VVN aus. 1986 wurde er Mitglied der SPD. Er unterstützte die von der Stadt Essen initiierten Besuchsprogramme ehemaliger jüdischer Bewohner Essens und der in Essen inhaftierten Zwangsarbeiter und war als Zeitzeuge Gesprächspartner in den Schulen.
Schmidt baute ein privates Archiv zur Essener Geschichte im 19. und 20. Jahrhundert mit zahlreichen Dokumenten, Fotografien und wissenschaftlichen Publikationen aus der Essener Arbeiterbewegung und der Zeit des Nationalsozialismus auf. Die Sammlung ging später als Ernst Schmidt-Archiv in das Stadtarchiv ein.
Auf Schmidts Initiative hin wurde 1991 die Arbeitsgemeinschaft Essener Geschichtsinitiativen gegründet. Derzeit (Anfang 2025) gehören etwa 40 Gruppen, Vereine und Einzelpersonen zu dieser Gemeinschaft.

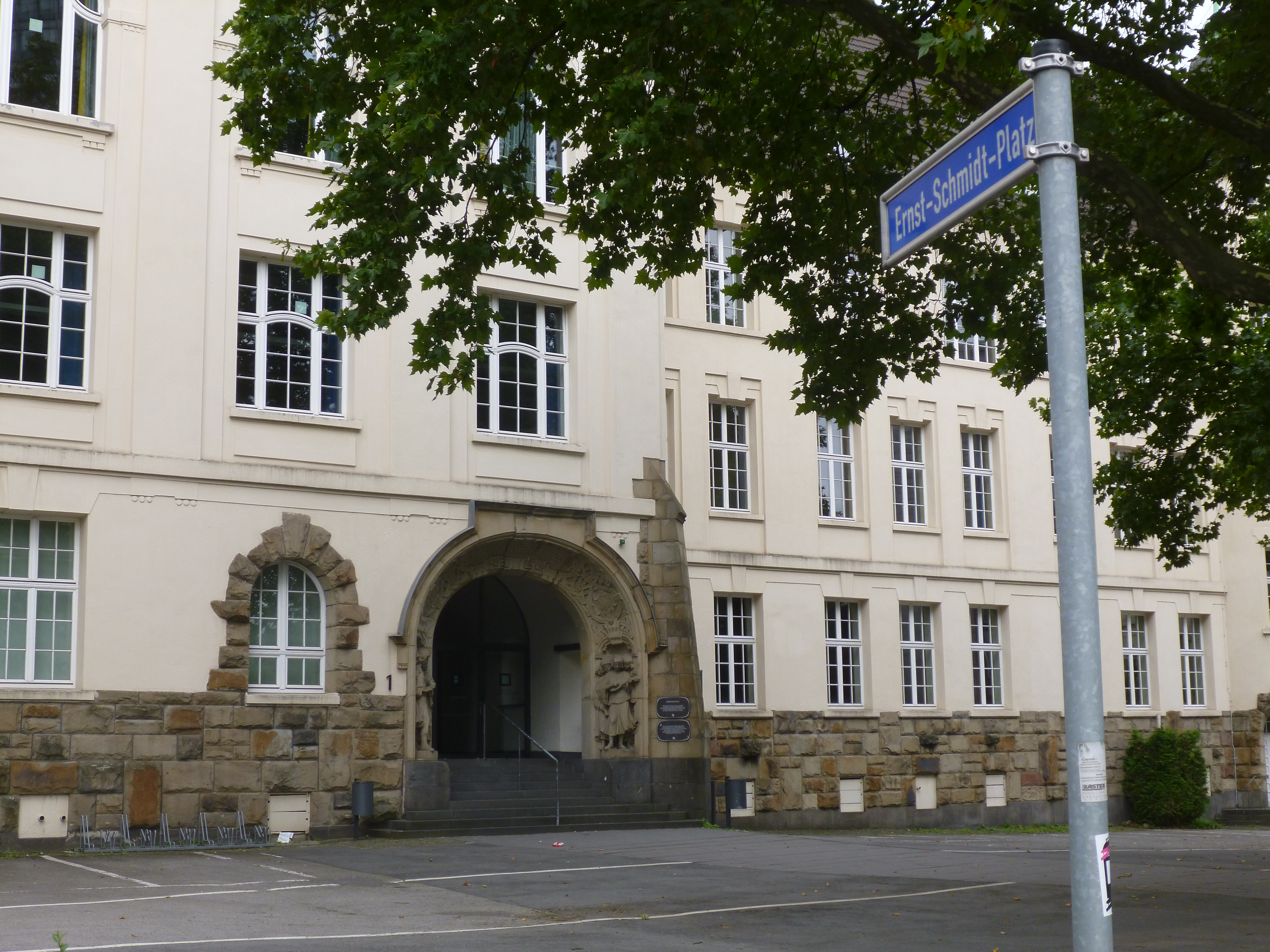
Ernst-Schmidt-Platz vor dem Haus der Essener Geschichte (2015)

## Ehrungen
1984 erhielt Schmidt den Kulturpreis der Stadt Essen, 1985 folgte der Rheinlandtaler des Landschaftsverbands Rheinland. 1996 wurde ihm der Verdienstorden des Landes Nordrhein-Westfalen verliehen. Im Jahr 2002 erhielt er die Ehrenplakette der Stadt Essen.
Die Verleihung des Bundesverdienstkreuzes lehnte Ernst Schmidt für sich ab. Die Stadt Essen benannte den Platz, an dem das Haus der Essener Geschichte und das Stadtarchiv liegt, im Jahr 2011 nach ihm.

## Schriften (Auswahl)
- Lichter in der Finsternis. Widerstand und Verfolgung in Essen 1933–1945. Erlebnisse, Berichte, Forschungen, Gespräche. Röderberg-Verlag, Frankfurt am Main 1979.
- Studien zur Lokal- und Regionalgeschichte im Ruhrgebiet unter besonderer Berücksichtigung der Arbeiterbewegung. Bremen, Univ., Diss., 1982.
- mit Frank Bajohr und Heidi Behrens-Cobet: Freie Schulen. Eine vergessene Bildungsalternative. Klartext, Essen 1986.
- Essen erinnert. Orte der Stadtgeschichte im 20. Jahrhundert. Klartext, Essen 1991.
- Vom Staatsfeind zum Stadthistoriker. Rückblick auf mein bewegtes Leben. Klartext, Essen 1998.
- Damals in der Feldstraße. Eine Kindheit und Jugend im Ruhrgebiet 1924–1942. Klartext, Essen 2008.